# Гудец, Иван
Иван Гудец (словац. Ivan Hudec; 10 июля 1947, Нитра или Брунталь — 7 февраля 2022, Братислава) — словацкий писатель, драматург, автор литературных произведений для детей и юношества. С 13 декабря 1994 по 30 октября 1998 года был министром культуры Словакии. Был членом партии «Движение за демократическую Словакию» (партия больше не существует).

## Биография
Учился по специальности «медицина» на Медицинском факультете Братиславского университета имени Коменского. В этот же период стал одним из основателей студенческого театра малых сценических форм «Театр у Роланда», где был одновременно автором постановок, режиссёром, актёром и организатором. По окончания вуза работал врачом в городах Жилина, Братислава и Чадца, позже снова работал в Братиславе заместителем директора Государственного санатория. После 1989 года начал заниматься политикой, в 1992 году был кандидатом в парламент Словакии, с 1994 года был депутатом, а в 1994—1998 годах — министром культуры Словацкой Республики.
Скончался 7 февраля 2022 года.

## Творчество
Иван Гудец писал романы и рассказы, в которых рассказывал о супружеских проблемах, истории Словакии или возвращается к вопросам медицинской сферы, в которой сам работал. Также является автором гротесков и мистических рассказов. Иван Гудец также писал пьесы для театра.

## Произведения

### Творчество для взрослых
- 1979 — Грешная любовь, одиноких мужчин, новелла
- 1981 — Вкус запретного плода, роман
- 1981 — Поцелуй озорника, сборник рассказов
- 1985 — Пангарты, исторический роман о словацком регионе Кисуце
- 1985 — Чёрные дыры, роман-новелла
- 1987 — Таинственная улыбка беззубого ангела, сборник рассказов
- 1988 — Жизнь внутри скобок, произведение опубликовано только на венгерском языке
- 1989 — Эксперимент под названием «любовь», новелла
- 1989 — Эротические рассказы
- 1990 — Праотец Само, гротеск с историческими элементами
- 1992 — Белая пани, мёртвый пан, сборник исторических и мистических рассказов (соавтор Петер Ярош)
- 1994 — Словакия, родина моя

### Творчество для детей
- 1994 — Легенды и мифы древних славян

### Драма
- 1974 — Острова, театральная пьеса для студенческого театра «У Роланда» (соавтор Петер Белан)
- 1986 — Князь, драматический триптих, том первый (соавтор Петер Вало)
- 1987 — Исторические игры
- 1988 — Братья, драматический триптих, том второй (соавтор Петер Вало)
- 1989 — Великая Моравия
- 1990 — Король Святополк, драматический триптих, том третий (соавтор Петер Вало)